# Palácio do Príncipe de Mônaco

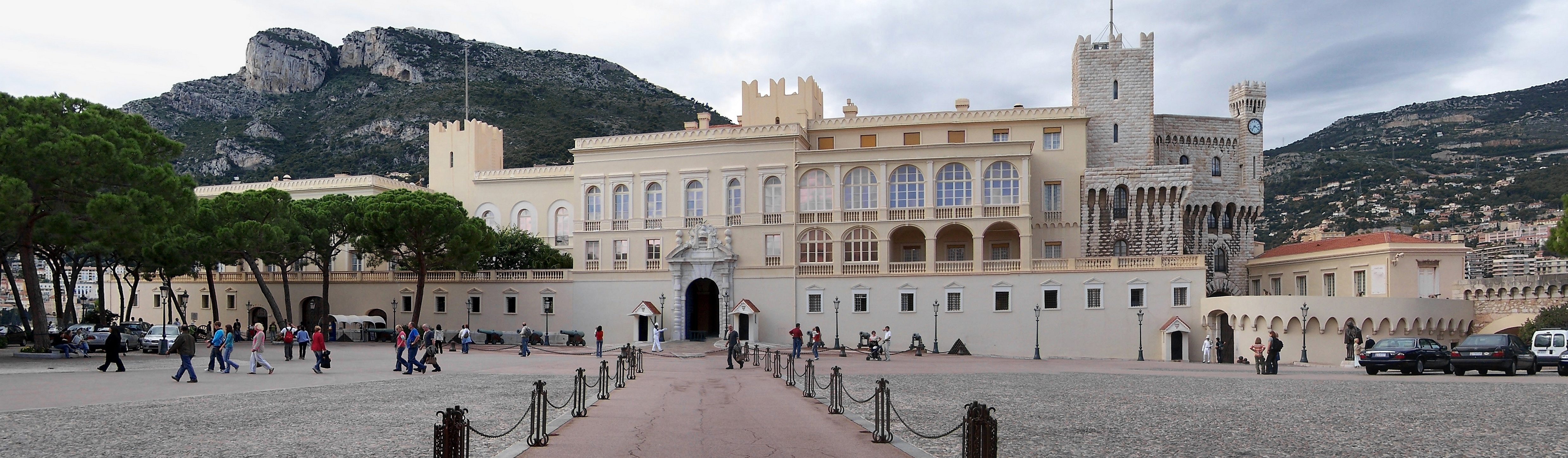
Panorâmica frontal do Palácio do Príncipe de Mônaco.

O Palácio do Príncipe de Mônaco (português brasileiro) ou Palácio do Príncipe do Mónaco (português europeu) ou apenas Palácio de Mônaco (Palais de Monaco em francês) é a residência oficial do Príncipe de Mônaco e respetiva Família Principesca Monegasca. Fundado em 1191 como uma fortaleza da República de Gênova, durante sua longa e dramática história foi bombardeado e cercado por muitas potências estrangeiras. Desde o fim do século XIII, tem sido fortaleza e lar da dinastia Grimaldi que foi a primeira a capturá-la em 1297. Os Grimaldis dominaram a área primeiramente como senhores feudais e, a partir do século XVII, como príncipes soberanos, mas os seus poderes derivavam dos frágeis acordos com os seus países vizinhos, maiores e mais fortes.
Assim, enquanto outros soberanos europeus estavam construindo luxuosos e modernos palácios renascentistas e barrocos, a política e o senso comum exigiam que o Palácio de Mônaco fosse fortificado. Esta única exigência, na fase tardia da história, fez com que o Palácio de Mônaco se tornasse um dos mais incomuns na Europa. Ironicamente, quando as suas fortificações foram finalmente terminadas, no final do século XVIII, foi tomado pelos franceses que tiraram todo os seus tesouros, fazendo-o entrar em declínio, enquanto que a família Grimaldi foi exilada durante mais de 20 anos.
A ocupação pelos Grimaldi do palácio também é incomum, pois, ao contrário de outras famílias influentes europeias, a ausência de palácios alternativos e a escassez de terrenos resultou na utilização da mesma residência por mais de sete séculos. Assim, as suas fortunas e política estão diretamente refletidas na evolução do palácio. Considerando que os Romanovs, Bourbons, e Habsburgos podiam construir palácios totalmente novos, e com frequência o faziam, a maior conquista dos Grimaldi enquanto gozavam da boa fortuna, ou desejavam mudanças, era a de construir uma nova torre ou ala, ou, como fizeram com maior frequência, reconstruir uma parte do palácio já existente. Assim, o Palácio do Príncipe reflete não apenas a história de Mônaco, mas da família que em 1997 comemorou 700 anos na posse do mesmo palácio.
Durante o século XIX e o início do século XX, o palácio e os seus proprietários rapidamente se tornaram símbolos do ligeiramente esquecido glamour e do decadentismo que foram associados com Monte Carlo e com a Riviera francesa. Glamour e teatralidade se tornaram realidade quando a estrela cinematográfica americana Grace Kelly se tornou Chatelaine do palácio em 1956. No século XXI, o palácio continua a ser a residência do atual Príncipe de Mônaco.

## Palácio nobre

A: Entrada; B, C: apartamentos, galeria dupla, e escadaria; D:capela; E: piscina, F: Torre de todos os santos; G: Serravalle; H: Torre do sul; K: Torre do meio; M: Torre de Santa Maria; N: escritório administrativo e doméstico, etc.

O palácio é uma combinação de estilos arquitetônicos; suas antigas origens são indicadas pela ausência de simetria. Assim, para avaliar a arquitetura, as alas e blocos têm que ser observados separadamente. A principal fachada aparece como um terraço do estilo dos palazzi da Renascença de diferentes períodos desta era que — ainda assim, de qualquer modo formam um único palácio — é exatamente o que eles são. Estas alas são, entretanto, unidas por piso rústico comum. Esta arquitetura renascentista parece mascarar fortificações mais antigas, as torres detrás das quais surgem as diferentes fachadas clássicas. Estas torres (muitas completadas com ameias e balestreiros) foram na verdade quase que totalmente reconstruídas durante o século XIX. Na parte de trás do palácio, as fortificações medievais originais parecem intocáveis pelo tempo. Uma maior harmonia arquitetônica foi alcançada pelo recurso ao cour d'honneur em torno do qual o palácio foi construído. Neste pátio, dois andares de arcadas abertas com frescos servem tanto como sacada para as aparições do príncipe como de entrada real e corredor de ligação entre os aposentos reais do palácio.
Os mais notáveis dentre os muitos aposentos são os salões de aparato. Estes foram construídos a partir do século XVI e foram aprimorados ao estilo do Palácio de Versalhes durante o século XVIII. No século XIX e de novo durante o final do século XX, uma grande restauração dos quartos reais consolidou o estilo do século XVIII, o qual prevalece até hoje.

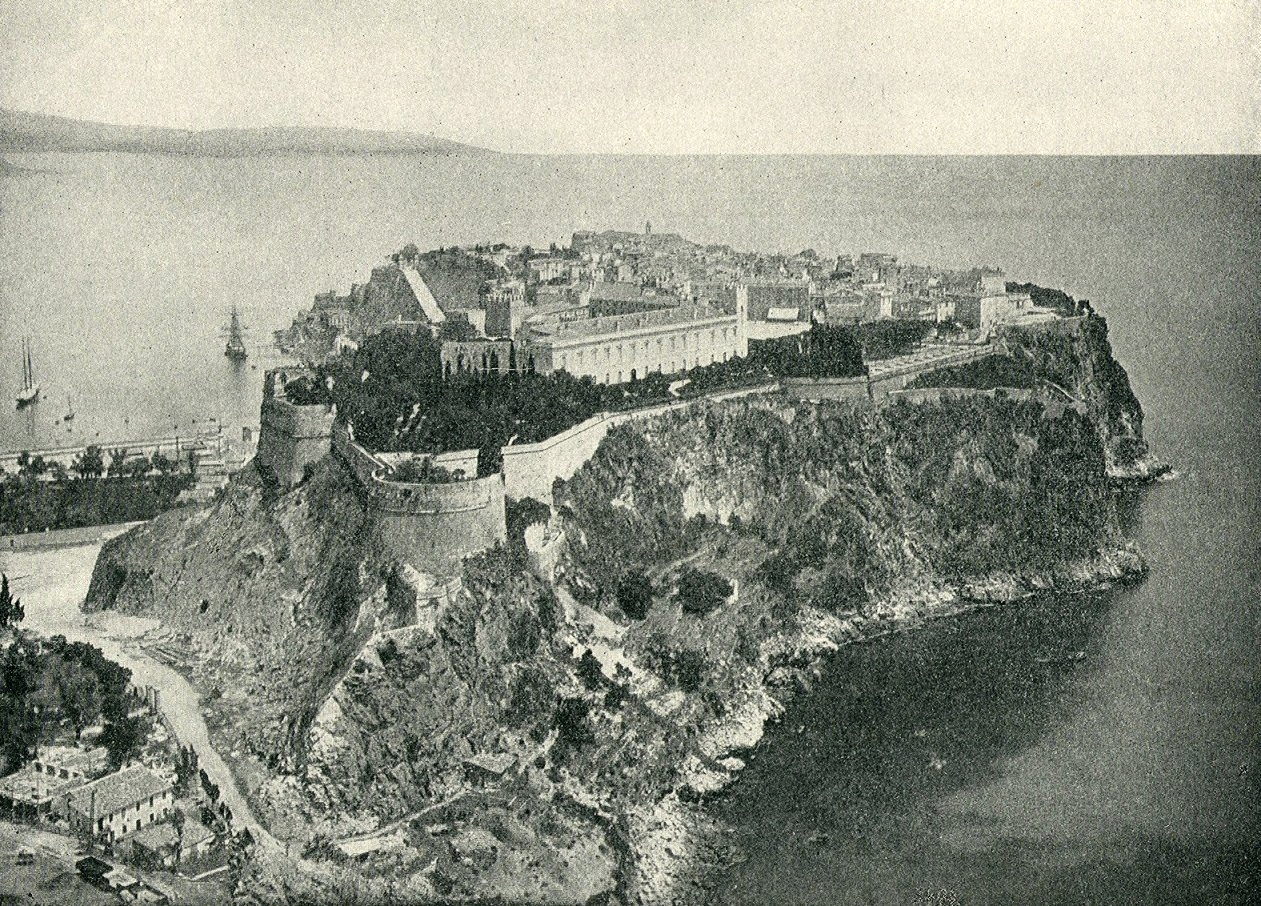
O palácio em 1890 mostra claramente uma combinação de fachada clássica e fortificações medievais. Devido ao desenvolvimento atual de Monte Carlo e ao crescimento da vegetação essa vista panorâmica do castelo está hoje bloqueada.

Desenhado como um enfileirado e uma rota cerimonial para os aposentos do trono, a rota processional começa com uma escadaria externa que leva do cour d'honneur à galeria aberta, conhecida como a Galeria de Hércules. Daí os convidados entram na Galeria de espelhos, uma longa galeria inspirada no Salão de Espelhos em Versailles. Esta galeria leva aos primeiros quartos reais, onde os convidados são cumprimentados pelos oficiais da corte antes de uma audiência com o príncipe na sala do trono. Do salão dos oficiais, o enfileirado continua até ao Salão Azul. Este grande aposento, decorado com brocados azuis, tem retratos da família Grimaldi pendurados e candeeiros de cristais de Murano. O aposento seguinte, o maior dos apartamentos reais, é o salão do trono. Seu teto e frescos foram executados por Orazio de Ferrari e descrevem a rendição de Alexandre o Grande. O trono, em estilo império, está posicionado num estrado, por baixo de um baldaquino com um manto vermelho acima da coroa de ouro. Os andares são de mármore de Carrara, na Itália. Todas as cerimônias palacianas têm sido realizadas neste aposento desde o século XVI.
Outros aposentos na suíte real incluem o quarto vermelho, assim chamado porque suas paredes são cobertas por brocados vermelhos, um grande quarto desenhado contendo pinturas de Jan Brueghel e Charles Le Brun. Como grande parte do palácio, o quarto contém ornamentos e mobílias setecentistas de estilo francês. Do quarto vermelho se chega ao quarto York. Mobiliado como um dormitório real, este quarto possui frescos com ilustrações das quatro estações por Gregorio de Ferrari. O quarto seguinte, conhecido como o quarto amarelo (ou às vezes como o dormitório de Luís XV), é outro aposento real.
O quarto mais marcante do conjunto é o quarto Mazarin. Este quarto desenhado é delineado com apainelados policromados italianos, dourados e pintados por artesãos levados à França pelo Cardeal Mazarin, que era parente dos Grimaldi por casamento. O retrato do Cardeal Mazarin está pendurado acima da lareira.
Enquanto a atmosfera excessiva do interior e exterior do palácio é do século XVIII, o próprio palácio não o é. Muita da sua aparência resulta de uma longa evolução que data do século XII, sobreposta por uma restauração pesada e remobiliada durante os séculos XIX e XX.

## Fortaleza Grimaldi

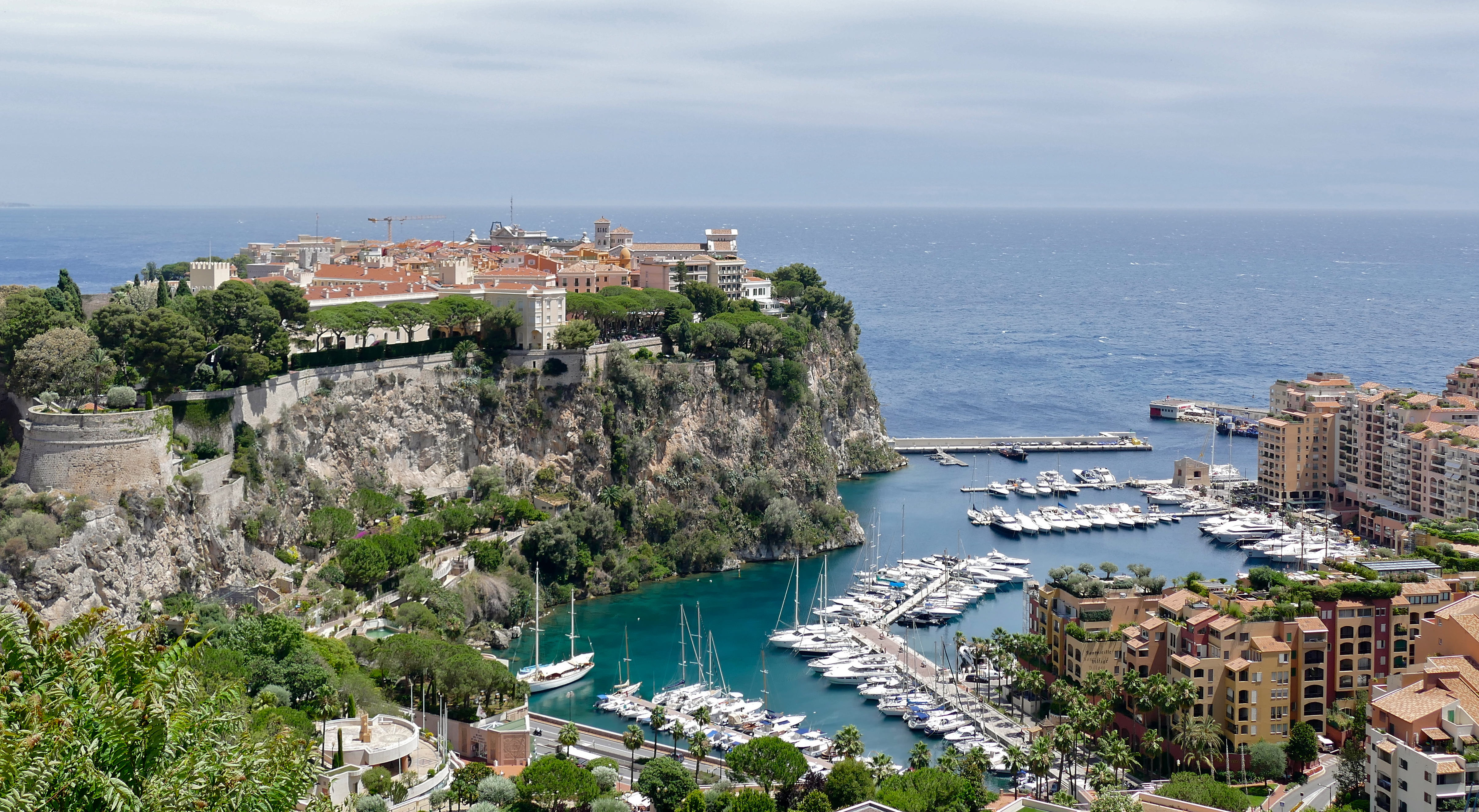
Do rochedo do Mónaco vê-se tanto o porto como o mar Mediterrâneo. O Palácio real fica na frente. O vistoso edifício de estilo palladiano que está atrás é o museu oceanográfico, fundado pelo Príncipe Alberto I do Mónaco, em 1906. As ruínas da Torre de Todos os Santos podem ser vistas no canto inferior esquerdo.

A história de Mônaco antecede a ocupação romana do ano 122. A sua proteção natural garantiu um fluxo contínuo de visitantes de Biblos, Tiro e Sídon. Mais tarde os fenícios vieram comercializar seda, óleo e especiarias com os nativos. Foram os Fenícios que introduziram nessa área do Mediterrâneo o seu deus Melgart, depois conhecido pelos romanos como Hercules Monoikos. Com base nesse deus os romanos deram o nome de Portus Hercules Moneici, que evoluiu para Mônacox. O trono do príncipe de Mônaco se estabeleceu no Rochedo de Mônaco (em francês: Rocher de Mônaco) como uma fortaleza em 1191, quando o refúgio, dirigido atualmente por Monte Carlo, foi adquirido pela República de Gênova. O porto e a sua área adjacente foram dados aos genoveses pelo Imperador Henrique IV com a condição de os genoveses protegerem a costa da pirataria. Território adicional foi cedido para os novos donos pelo Côncil de Peille e pelo Abbaye de Saint Pons. Em 1215 iniciou-se a construção duma nova fortaleza, compreendendo quatro torres ligadas por baluartes e protegidos por um mirante. Isso compõe a essência do palácio atual.
Gênova era politicamente importante no século XII europeu. Os genoveses eram uma nação de mercadores e tal era sua riqueza que frequentemente ocupavam o papel de banqueiros de outras nações. No entanto, os genoveses dividiram-se após a ruptura surgida quando o Imperador Frederico II desafiou o poder do Papa Inocêncio IV. Formaram-se, então, duas facções: os Guelfos, que apoiavam o Papa, e os Gibelinos, que eram leais à coroa. Acompanhando os Guelfos estava uma das mais importantes famílias de Gênova - os Grimaldi. Durante o século XIII esses dois grupos se enfrentaram. No final do século os Gibelinos saíram vitoriosos e expulsaram os seus oponentes, incluindo os Grimaldi, de Gênova. Os Grimaldi ocuparam a área conhecida atualmente como Riviera francesa. Vários castelos na região são ainda conhecidos como Château Grimaldi e testemunham a forte presença dos vários ramos da família na região.
A lenda diz que, na noite de 8 de janeiro de 1297, Francisco Grimaldi, disfarçado de frade franciscano (ou monge, que, em italiano, é dito monaco, o que veio a dar posteriormente o nome ao principado), pediu, por esmola, que lhe dessem refúgio na porta do castelo. Conseguindo que lhe dessem entrada, logo assassinou o guarda da portaria, tornando assim possível o aparecimento súbito de seus homens que conquistaram o castelo. Então a fortaleza tornou-se possessão dos Grimaldi. Esse acontecimento é comemorado pela estátua de François Grimaldi presente na entrada do palácio e no brasão da Casa Grimaldi, no qual Francisco aparece brandindo uma espada com as vestes de monge.
Carlos I, que governou de 1331 a 1357 e era filho do primo de Francisco Grimaldi e de Rainier I, aumentou bastante a fortaleza, construindo mais dois grandes edifícios: um voltado para o leste e outro de frente para o mar. Isso mudou a aparência do edifício, fazendo-a parecer-se mais com uma casa fortificada do que com uma fortaleza. As fortificações permaneceram muito necessárias, pois durante as três décadas seguintes a fortaleza foi dominada ora pelos Grimaldi, ora pelos genoveses. Em 1341 os Grimaldi tomaram Menton e depois Roquebrune, consolidando assim o seu poder e força na região. Depois, fortaleceu não só a defesa do porto, como também o seu palácio no Rochedo. O Domínio dos Grimaldi tornava-se na base do poder, a partir de onde a família governava uma grande área, embora muito vulnerável.
No século seguinte os Grimaldi defenderam o seu território de ataques de outros governos, incluindo Gênova, Pisa, Veneza, Nápoles, França, Espanha, Alemanha, Inglaterra e Provence. A fortaleza foi frequentemente bombardeada, destruída e restaurada. Gradualmente os Grimaldi começaram a fazer aliança com a França, o que fortaleceu a sua posição. Mais seguros, começaram a reconhecer a necessidade não só de defender o seu território, mas também a de possuir uma residência que refletisse o seu poder e prestígio.
Durante todo o século XV, a fortaleza, e tudo aquilo que se desenvolveu no Rochedo, continuou a ser expandida e mais protegida, até que se tornou num quartel acomodando cerca de 400 companhias. A lenta transformação da fortaleza em palácio começou nessa época, primeiramente com as obras de Lamberto Grimaldi, Senhor de Mônaco (que entre 1458 e 1494 foi um "notável governante capaz de manejar a diplomacia e a espada com o mesmo talento") e em seguida pelo seu filho João II.
Nesse período o lado leste da fortaleza foi expandida com uma ala de três andares, protegida por altas paredes ligando as torres de vigilância—Santa Maria (M), a torre central (K) e a torre do sul (H). Essa nova ala continha o quarto principal do palácio, o Corredor de Estado (conhecido atualmente como Sala da Guarda). Nela o príncipe despachava os negócios oficiais e mantinha o trono. Mais tarde foram planejados aposentos completos, mais luxuosos, para uso privado da família Grimaldi, com varandas cobertas e descobertas. Em 1505, João foi morto pelo seu irmão Luciano I.

## De fortaleza a palácio

### Luciano I (1505–1523)

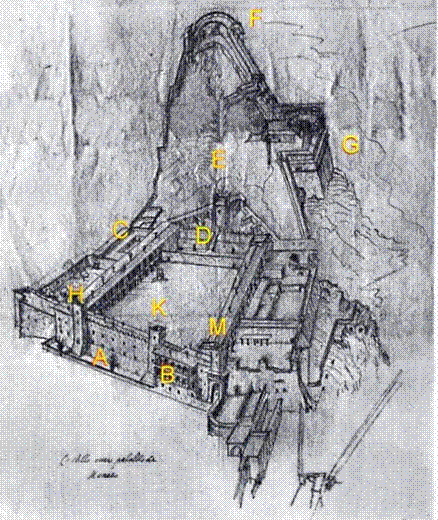
O palácio no século XVII. O norte está no lado direito da figura. A: Entrada; B, C: Apartamentos do Estado, loggia dupla, e escadas; D: Futuro lugar da capela; E, F: Todas torres santas; G: Serravalle; H: Torre sul; K: Torre do meio; M: Torre de santa Maria.

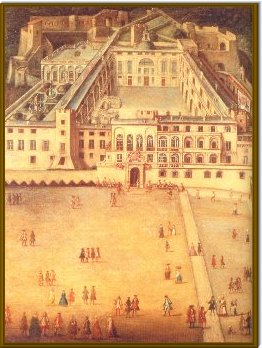
O palácio em 1762, visto do mesmo ângulo que o quadro acima mostrando as alterações de Honorato II. A cúpula cobrindo a nova capela está atrás do pátio interno.

João II foi sucedido pelo seu irmão Luciano I. A paz não reinou em Mônaco por muito tempo; em Dezembro de 1506, um exército de 14.000 genoveses sitiou Mônaco e o seu castelo, e por cinco meses 1.500 monegascos e mercenários defenderam o Rochedo antes de conquistar a vitória em Março de 1507. Isso deixou Luciano I na corda bamba diplomática entre a França e Espanha, tendo como objetivo preservar a frágil independência do pequeno estado que era um verdadeiro subordinado da Espanha. Imediatamente, Luciano iniciou a reparação das destruições causadas pela guerra no palácio fortificado, que tinha sido danificado pelos pesados bombardeios. À área principal (veja figuras 3 e 7 - H a M), construída pelo príncipe Lamberto e ampliada durante o reinado de João II, foi, então, adicionada uma grande área (H a C) que hoje abriga os apartamentos do estado.

### Honorato I (1523–1581)
Durante o reinado de Honorato I, a transformação interna de fortaleza para palácio continuou. O Tratado de Tordesilhas, assinado no começo do reinado de Honorato, tornou clara a posição de Mônaco como protetorado da Espanha e, depois, do Sacro Imperador Romano-Germânico, Carlos I de Espanha. Isso garantiu ao Príncipe de Mônaco a segurança necessária para se concentrar na sua residência em vez de defendê-la permanentemente.
O jardim foi refeito, tendo o arquiteto Dominique Gallo desenhado duas arcadas que iam desde o ponto H até ao ponto C. Cada uma das arcadas tinha doze arcos, decorados com mármore branco e formando uma balaustrada no piso superior. Hoje, as arcadas superiores são conhecidas com a Galerie d'Hercule (galeria de Hércules) porque, mais tarde, os seus tetos foram pintados por Orazio de Ferrari, durante o reinado de Honorato II, com cenas ilustrando os doze trabalhos de Hércules. Estas arcadas, ou loggias, fornecem corredores para as salas de estado na ala sul (hoje conhecidos por Alas das Salas de Estado). No outro lado dos claustros foi construída uma nova ala, sendo o artista genovês Luca Cambiasi encarregado de pintar as suas paredes exteriores com frescos. Pensa-se que as galerias (B) da ala Norte com vista para o porto foram construídas por esta altura.
Outras reformas foram feitas para "entreter" Carlos I de Espanha em 1529, por ocasião da sua estadia no palácio durante a viagem que fez a Bolonha para a sua coroação pelo Papa Clemente VII.
Este foi um período excitante para a arquitetura, mas Honorato I não foi capaz de dar à fortaleza o grande estilo de um palácio renascentista. A despeito da proteção espanhola, o risco de ataque da França era grande e a defesa continuou a constituir a prioridade de Honorato. Com isso em mente, aquele soberano construiu dois novos edifícios: a Torre de Todos os Santos (F) e o Bastião Serravalle (G). A Torre de Todos os Santos era semi-circular e situava-se no fim do rochedo. Equipada com plataformas de tiros e canhões, era ligada a cavernas cavadas na própria rocha. Passagens subterrâneas também ligavam a Torre ao Bastião Serravalle, que era na verdade uma torre de três andares cheios de canhões. Sob o pátio interno foi instalada uma cisterna que provia água para as tropas, com um forte telhado arqueado suportado por nove colunas. Mônaco permaneceu vulnerável politicamente por mais um século e poucas edificações foram erguidas de 1581 a 1604, durante os reinados de Carlos II e de Hércules I.

### Honorato II (1597–1662)

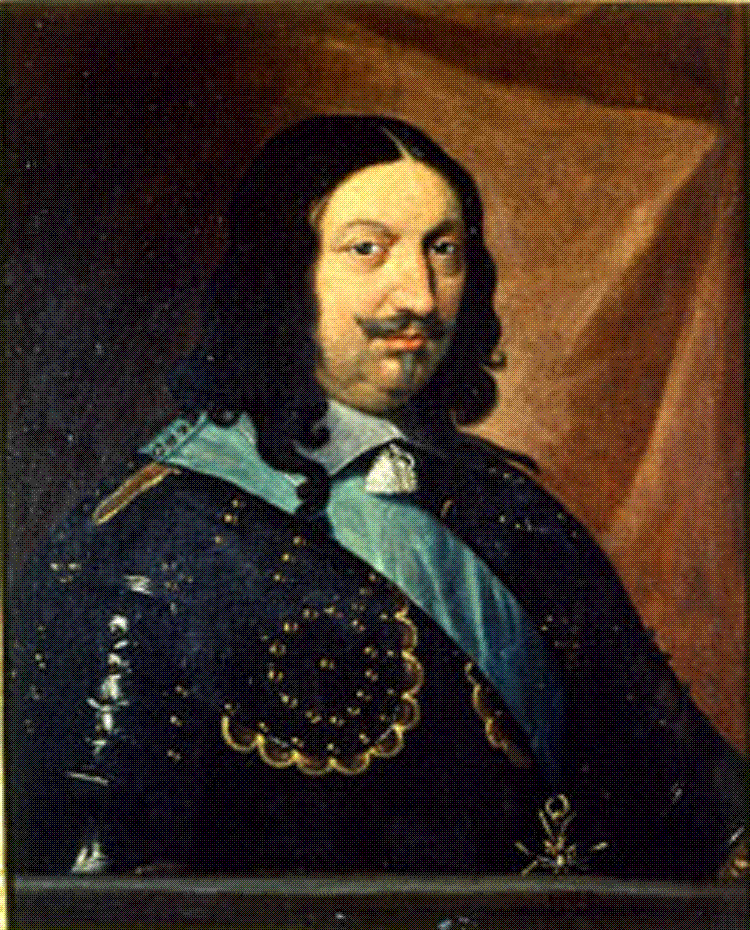
Honorato II tornou-se o primeiro Príncipe de Mônaco em 1633. É o principal responsável pela aparência atual do palácio.

Em 1622 Honorato II foi oficialmente intitulado como "Príncipe Serebi" por Filipe IV de Espanha, reconhecendo assim Mônaco como um principado pela primeira vez. Entretanto, como as tropas espanholas ainda estavam a ocupar o território, este reconhecimento foi visto apenas como um gesto para manter Honorato feliz.
Honorato II era um francófilo. Educado em Milão, recebeu instrução por parte de intelectuais nos salões de Paris. Assim, tendo afinidades tão próximas com a França, tanto cultural como politicamente, rebelou-se contra a presença dos espanhóis em Mônaco. Tendo a percepção que Mônaco precisava da proteção de outra força aliada, a França foi a escolha favorita de Honorato. Em 1641, amplamente apoiado pela França, atacou uma guarnição espanhola e expulsou os espanhóis, declarando "A gloriosa liberdade de Mônaco". A liberdade mencionada era totalmente dependente da França, sendo que Mônaco passou a ser um protetorado da França, facto que duraria até 1814. Como resultado desta ação, atualmente Honorato é estimado como o herói de Mônaco.
Altamente educado e benfeitor de obras de artes, Honorato II, seguro em seu trono, começou a colecionar trabalhos de Tiziano, Dürer, Rafael, Rubens e Michelangelo, que formaram a base da coleção de arte que embelezou o palácio, lentamente envolvido pela fortaleza de Mônaco. Durante os trinta anos seguintes, transformou-o num palácio apropriado para um príncipe. Foi, ainda, responsável pela contratação do arquiteto Jacques Catone, não apenas para aumentar o palácio, mas também para suavizar a terrível aparência de fortaleza. A fachada principal voltada para a praça, a "frente" do palácio, foi decorada com enfeites. As galerias superiores (B), à direita da entrada, foram vitrificadas. Dentro do palácio, a ala de dormitórios foi redesenhada e uma fileira de apartamentos foi criada. Uma nova capela, adornada com uma cúpula (construída no lugar marcado com D), foi dedicada a São João Batista. Este novo trabalho ajudou a esconder o Bastião Serravalle e a criar uma atmosfera mais leve, mais apropriada a um palácio renascentista.

## Absentistas e a revolução (1662-1815)

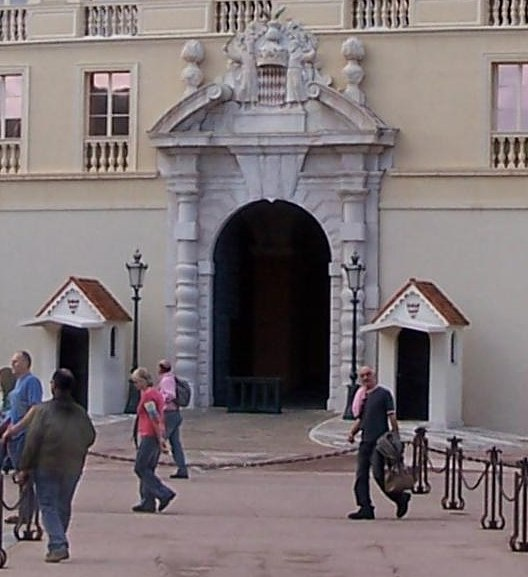
A entrada em barroco do palácio da autoria de Antoine Grigho foi desenhada por Luís I.

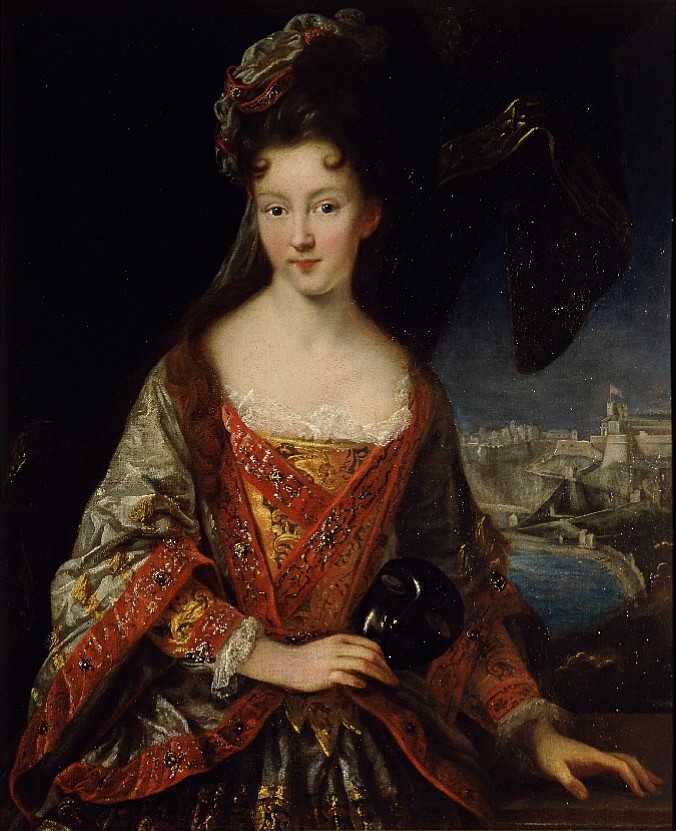
A princesa Luísa-Hipólita Princesa soberana de Mônaco. O palácio que era mal conhecido é claramente visível no plano de fundo desta pintura de 1712.

Durante o final do século XVII e início do século XVIII, Mônaco era oficialmente um estado independente mas, na verdade, funcionava como uma província da França. Os senhorios nobres passavam muito do seu tempo na corte francesa, semelhando-se, deste modo, aos absentistas que prevaleciam na época junto com a aristocracia francesa. O "apelo" de Versailles era mais forte que o do seu próprio país.
Honorato II foi sucedido por seu neto, Luís I. O novo príncipe possuía uma personalidade urbana e passou muito tempo com a sua esposa na corte francesa, onde aproveitou da incomum distinção de ser tanto um líder de estado estrangeiro como um par da França. Impressionado pelos palácios do rei francês, que tinha contratado o arquiteto Jean Androuet du Cerceau para cuidar das alterações do Château de Fontainebleau, Luís I usou aquele palácio como inspiração para reformas no seu palácio em Mônaco. Assim, foi responsável por duas das mais notáveis características do edifício: o grande arco barroco da entrada, que era coberto por um frontão quebrado, fazendo referência às Armas dos Grimaldi, e, ainda mais memorável, uma escadaria em forma de ferradura dupla feita a partir do modelo existente em Fontainebleau. Diz-se que os trinta degraus que compõem a escadaria foram esculpidos de um único bloco de mármore de Carrara. Tanto a arquitrave da nova entrada como a escadaria em forma de ferradura foram desenhados por Antoine Grigho, um arquiteto italiano de Como.
Sendo um príncipe conhecido pelo pessimismo de sua vida privada, o prestígio de Luis I era famigerado. Enquanto visitava a Inglaterra, em 1677, espertou a ira do rei Carlos II de Inglaterra quando deu vários presentes caros a Hortênsia Mancini, a amante do rei. Mais tarde, o rei inglês e o príncipe Luís tornaram-se inimigos políticos quando Luís ficou contra a Inglaterra nas Guerras Anglo-Holandesas, liderando a sua própria cavalaria de Mônaco em batalhas na Flandres e Franche-Comté. Estes atos deram a Luís a gratidão de Luís XIV de França que o fez seu embaixador junto da Santa Sé, encarregado da segurança da Sucessão Espanhola. Contudo, o custo de defender a sua posição na corte papal obrigou-o a vender a maioria da coleção de arte de Honorato II, seu avô, desnudando o palácio que anteriormente se encontrava reforçado de forma tão espectacular. Luís morreu antes de assegurar o trono da Espanha para a França, um ato que iria dar aos Grimaldi grandes recompensas. Ao invés disso, a Europa mergulhou imediatamente no caos assim que a Guerra da Sucessão Espanhola começou.
Em 1701, o Príncipe Antônio I sucedeu a Luís I e herdou um país quase falido. A ele se deve um embelezamento ainda mais refinado da Sala Real. No teto, Gregório de Ferrari e Alexandre Haffner desenharam uma figura da Fama, com lunetas ao redor, ilustrando as quatro estações do ano. Antônio tinha um casamento infeliz com Maria da Lorena, do qual só nasceram duas filhas. A Constituição de Mônaco confinou o trono somente a membros da família Grimaldi, pelo que Antônio, apegado à sua filha, a princesa Luísa-Hipólita, fê-la casar com um primo da família Grimaldi. Contudo, o estado das fortunas dos Grimaldi e a ausência da (politicamente necessária) aprovação do rei Luís XIV, fizeram com que o casamento não se realizasse. Luísa-Hipólita casou-se com Jacques de Goyon Matignon, um aristocrata da Normandia. Luísa-Hipólita sucedeu a seu pai como soberana de Mônaco em 1731, mas morreu alguns meses mais tarde. O rei da França, confirmando o estado da soberania de Mônaco à França e ignorando os protestos de algumas pessoas da família Grimaldi que não faziam parte da realeza, descartou a Constituição monegasca e aprovou a sucessão de Jacques de Goyon Matignon como príncipe Jacques de Mônaco.
Jacques I assumiu o nome dos Grimaldi, mas a aristocracia francesa mostrou pouco respeito pelo novo príncipe, o qual se havia aproveitado do nível de vida dos aristocratas franceses e escolhera passar o seu tempo ausente de Mônaco. Jacques morreu em 1751 e foi sucedido pelo seu filho e de Luísa-Hipólita, o príncipe Honorato III.
Honorato III casou-se com Catarina Brignole em 1757 e mais tarde divorciou-se da mesma. Curiosamente, antes de seu casamento, Honorato III vinha tendo um caso amoroso com a sua futura sogra. Após o divórcio, Maria Brignole casou-se, em 1798, com Luís José de Bourbon, Príncipe de Condé, um membro da decadente Casa Real francesa.

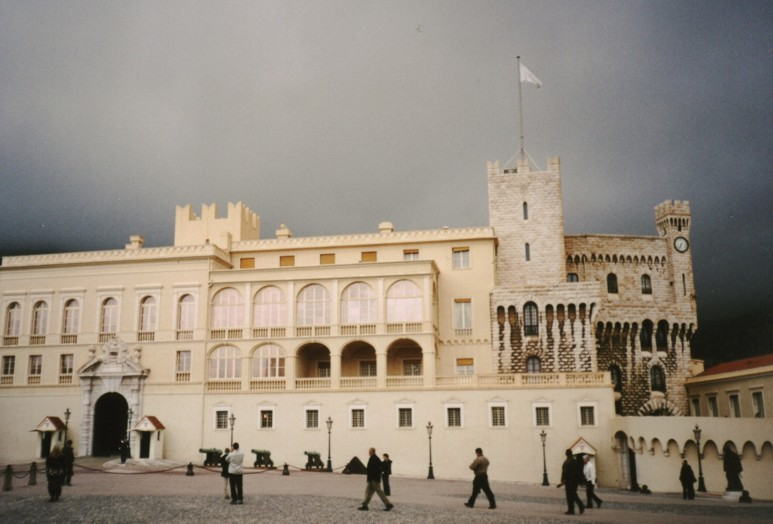
No final do século XVIII, o palácio foi considerado novamente como um lugar esplêndido. A entrada de Honorato II criou um novo efeito ao mascarar as torres Genoan.

Ironicamente, as fortunas da família Grimaldi foram restauradas quando descendentes de Hortênsia Mancini e Luís I se casaram: Luísa d'Aumont Mazarin casou-se com o filho e herdeiro de Honorato III, o futuro Honorato IV. Este casamento, celebrado em 1776, foi uma extrema vantagem para os Grimaldi, já que a antepassada de Luís, Hortênsia Mancini, tinha sido a herdeira de Jules Mazarin. Assim, a família dominante de Mônaco adquiriu todos os subordinados conseguidos pelo Cardeal Mazarin, incluindo o Ducado de Rethel e o Principado de Château-Porcien.
Honorato III foi um soldado que lutou nas Batalhas de Fontenoy e Rocoux. Este ficou feliz por deixar Mônaco ser governado por outros, principalmente um ex-tutor. Foi numa das raras visitas de Honorato III no palácio, em 1767, que forçaram Eduardo, Duque de Iorque, a ficar em Mônaco devido a doença. O duque, doente, alojou-se no quarto do Estado, onde morreu pouco depois. Desde aquela data o quarto começou a ser conhecido como o York Room ("Quarto Iorque").
Apesar da ausência de ocupação contínua, nos últimos quinze anos do século XVIII, o palácio foi novamente um "lugar esplêndido". Contudo, a revolução seguia e, no fim da década de 1780, Honorato III teve que fazer concessões aos seus pares que tinham apanhado a "febre" revolucionária dos seus vizinhos franceses. Isto foi somente o começo dos problemas da família Grimalidi. Em 1793, os líderes da Revolução Francesa anexaram o Mônaco. O príncipe foi aprisionado na França e as suas propriedades, incluindo o palácio, foram dados à França.
O palácio ficou lotado pelos subordinados do príncipe e o que restou dos objetos de decoração e da coleção de arte foi leiloado pelo governo francês. Maiores humilhações aconteceram ao palácio e ao país inteiro. Mônaco foi renomeado para "Fort d'Hercule" ("Fortaleza de Hércules") e tornou-se um cantão da França, enquanto o palácio se tornou num hospital militar e asilo. Em Paris, a nora do príncipe, Francisca-Teresa de Choiseul-Stainville (1766-1794), foi executada, sendo uma das últimas pessoas a assassinadas na guilhotina durante o Período de Terror. Honorato III morreu em Paris, em 1795, onde passou a maior parte de sua vida, não recuperando o seu trono.

## Século XIX

### Recuperando o palácio

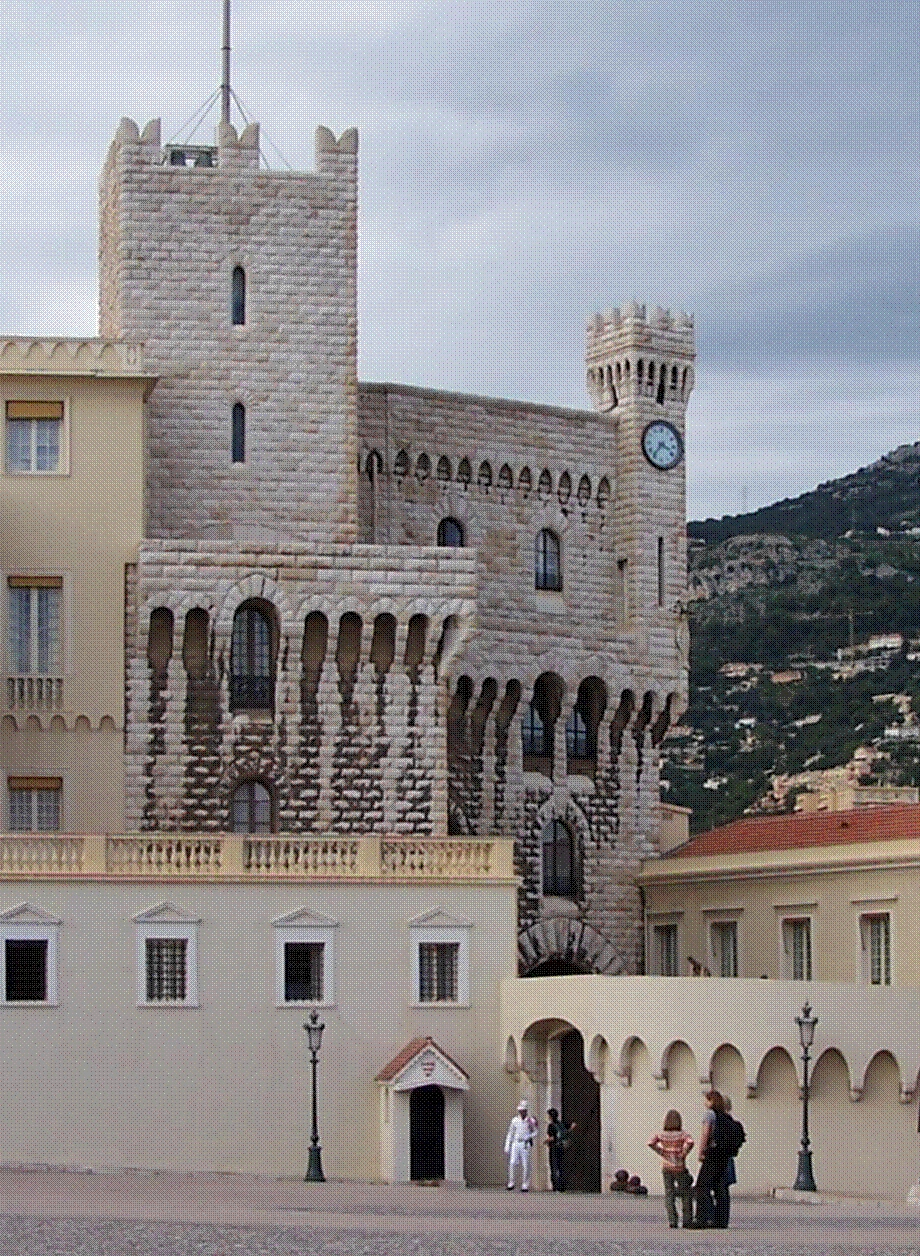
A Torre de Santa Maria (M), reconstruída por Carlos III para assemelhar-se a uma fortaleza medieval. À direita, a Torre do Relógio de Alberto I em pedra branca, por La Turbie.

Honorato III foi sucedido pelo seu filho Honorato IV (1758-1819) cujo casamento com Louise d'Aumont Mazarin fez muito para restaurar a fortuna dos Grimaldi. Grande parte dessa fortuna tinha sido dilapidada pelas dificuldades da revolução. Em 17 de Junho de 1814, sob o Tratado de Paris, o Principado de Mônaco foi restaurado por Honorato IV.
O edifício do palácio tinha sido totalmente negligenciado durante os anos em que os Grimaldi estiveram exilados de Mônaco. Tal foi o estado de ruína, que uma parte da ala leste teve que ser demolida, juntamente com o pavilhão de banho de Honorato II, hoje ocupado pelo Museu Napoleão e pela sala de arquivos do palácio.

### Restauração

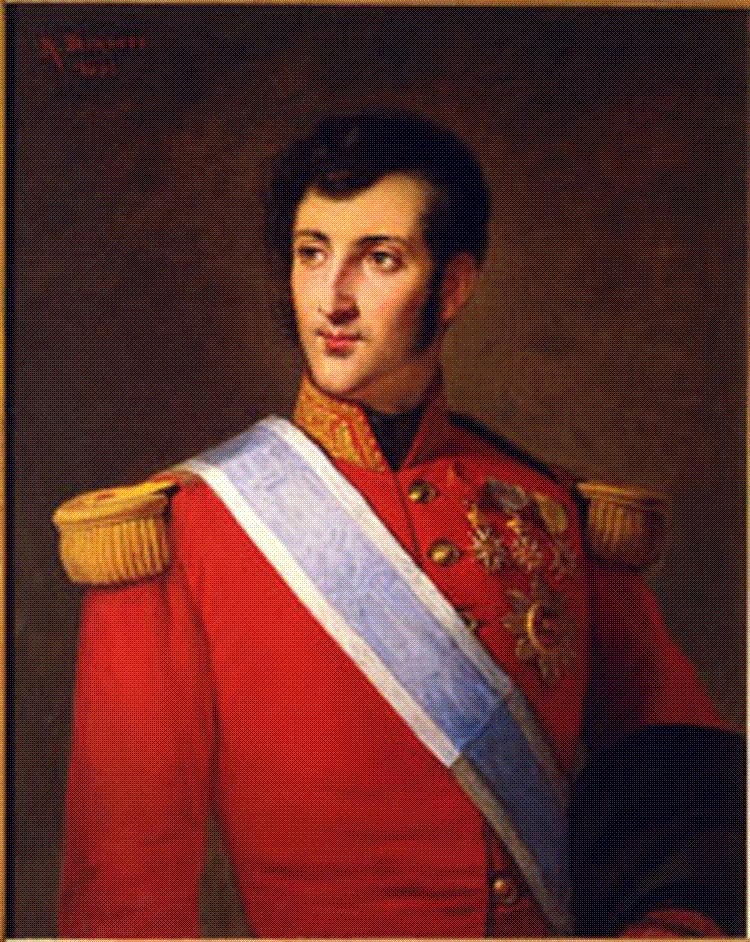
Honorato V começa a restaurar o palácio após a Revolução Francesa.

Honorato IV morreu pouco depois de restaurar o trono para o poder dos Grimaldi. O restauro do palácio continuou durante o reinado de Honorato V e, após a sua morte, em 1841, pelo seu irmão, o Príncipe Florestan. No entanto, até ao momento da ascensão de Florestan, Mônaco enfrentou, mais uma vez, tensões políticas provocadas por problemas financeiros. Estes são resultado da sua posição como um protetorado da Sardenha, país que tinha sido cedido pela França na sequência do fim das Guerras Napoleônicas. Florestan, um excêntrico (tinha sido um ator profissional), cedeu o trono a favor da sua esposa, Maria Caroline Gibert de Lametz. Apesar das tentativas para impôr a sua lei, a população revoltou-se. Numa tentativa de aliviar a situação instável, Florestan cedeu o poder ao seu filho Carlos, mas este chegou demasiado tarde para apaziguar os monegascos. Menton e Roquebrune deixaram de pertencer ao Mónaco, deixando o pequeno país dos Grimaldi reduzido ao Monte Carlo.

Florestan morreu em 1856 e o seu filho, Carlos, que já havia governado o Mônaco, sucedeu-lhe como Carlos III. Menton e Roquebrune tornaram-se oficialmente parte do território francês em 1861, reduzindo o tamanho de Mônaco em 80%. Tendo muito tempo pela frente, Carlos III dedicou-o a concluir o restauro do palácio, iniciado pelo seu tio Honorato V. 

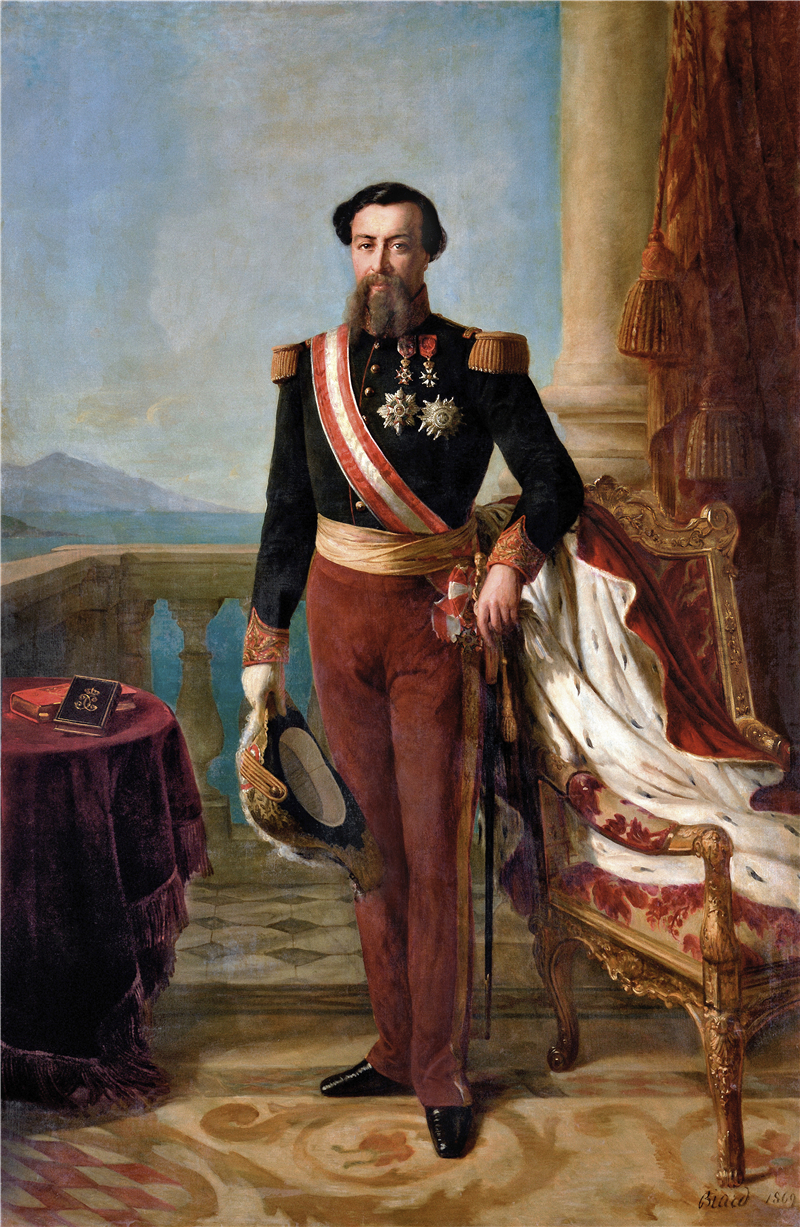
Carlos III concluiu a restauração que o tio começara.

 Reconstruiu a Torre de Santa Maria, para além de restaurar completamente a capela, adicionando um novo altar e pintando frescos na abóbada, enquanto no exterior a fachada foi pintada, por Jacob Froëschle e Deschler de Augsburgo, com pinturas murais que ilustram vários feitos heróicos realizados pelos Grimaldi. A Sala da Guarda, o grande salão da antiga fortaleza (atualmente conhecido como o Corredor de Estado), foi transformado pela nova decoração renascentista e pela adição de uma lareira.
Carlos III fez sérias tentativas para encontrar as diferentes obras de arte e mobiliário saqueado, vendido e disperso durante a revolução. Juntamente com as novas aquisições, foi comprada uma nova coleção de arte para adornar o palácio, que incluiu não só retratos familiares, tais como de Luciano I, por De Predis, Honorato II, por Philippe de Champaigne, António I, por Hyacinthe Rigaud, e Luísa Hipólita, por van Loo, mas também obras primas como A Lição de Música, por Ticiano.
Carlos III também foi responsável por um outro palácio, em Monte Carlo, que seria utilizado para recuperar o dinheiro investido nas restaurações e virar a frágil economia do seu país. Este novo palácio é um cassino do estilo Segundo Império, da autoria de Charles Garnier, concluído em 1878. O primeiro casino de Mônaco havia sido iniciado na década anterior. Através do casino, Mônaco tornou-se auto-suficiente.

### Declínio do poder Grimaldi

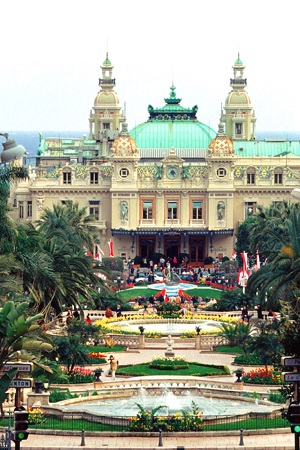
O casino dos Grimaldi enriqueceu a família nos anos 1880, mas Mônaco adquirira má reputação. O escritor contemporâneo Sabine Baring-Gould descreveu-o como A fossa moral da Europa.

Até ao momento da morte de Carlos III, em 1889, Mônaco e Monte Carlo foram sinônimo de um mesmo lugar e tinham adquirido, através dos jogos, uma reputação vergonhosa e a imagem de um decadente "pátio de recreio" dos ricos. Aquele território atraiu todos, desde grão-duques russos a magnatas ferroviários, muitas vezes com as suas amantes, e aventureiros, fazendo com que o pequeno país fosse escarnecido por muitos, incluindo a Rainha Vitória. Na verdade, Mônaco era considerado, desde 1882, tão decadente que quando a Rainha Vitória visitou pela primeira vez a Riviera Francesa se recusou a fazer cortesia social no palácio. O escritor contemporâneo Sabine Baring-Gould descreveu-o na sua habituées como "A fossa moral da Europa".
Os sucessivos governantes de Mônaco tenderam a viver noutro local e visitar o seu palácio apenas ocasionalmente. Carlos III foi sucedido, em 1889, por Alberto I. Alberto casou com a filha de um aristocrata escocês. O casal teve um filho, Luís, antes do divórcio, em 1880. Alberto era um grande cientista e fundou o Instituto Oceanográfico em 1906. Como pacifista fundou o Instituto Internacional da Paz, em Mônaco. A segunda esposa de Alberto, Alice Heine, fez muito para tornar Monte Carlo num centro cultural, instituíndo tanto a ópera como o ballet. Após ter persuadido a família, Alice planejou transformar o casino numa casa para pobres convalescentes que beneficiariam de recuperação em climas quentes. No entanto, o casal separou-se antes que o seu plano fosse colocado em ação.
Alberto foi sucedido, em 1922, pelo seu filho Luís II. Luís II tinha sido levado pela sua mãe e pelo seu padrasto para a Alemanha e não sabia nada sobre Mônaco até aos 11 anos. Tinha uma relação distante com o pai e serviu no exército francês. Embora destacado para o estrangeiro, teve uma amante, Marie Juliette Louvet, com quem teve uma filha, Charlotte Louise Juliette, nascida na Argélia em 1898. Como Príncipe de Mônaco, Luís II passou algum tempo noutro local, preferindo viver sobre a herança da família Le Marchais, perto de Paris. Em 1911, o Príncipe Luís aprovou uma lei para legitimar a sua filha de forma que ela pudesse herdar o trono, impedindo assim que fosse herdado por um membro de um ramo distante da família alemã. A lei foi contestada, gerando a crise de sucessão de Mônaco. Finalmente, em 1919, o príncipe legitimou formalmente a sua filha, passando esta a ser conhecida como Princesa Charlotte, Duquesa de Valentinois. Luís II colecionou artefatos pertencentes a Napoleão I, que constituem, atualmente, parte do espólio do Museu Napoleão, instalado no palácio e aberto ao público.
Durante a Segunda Guerra Mundial, Luís tentou manter Mônaco numa posição neutra, embora simpatizasse com o Governo francês de Vichy. Isso causou uma divergência com o seu neto e herdeiro, Rainier III, que apoiava fortemente os Aliados contra o nazismo.
Na sequência da libertação de Mônaco pelas Forças Aliadas, o Príncipe Luís, com 75 anos de idade, pouco fez pelo seu principado e começou a cair num esquecimento grave. Em 1946, passou a estar mais tempo em Paris e no dia 27 de Julho do mesmo ano casou pela primeira vez. Ausentes de Mônaco durante a maior parte dos últimos anos do seu reinado, ele e a sua esposa estabeleceram-se na França. O Príncipe Luís morreu em 1949 e foi sucedido pelo seu neto, o Príncipe Rainier III.

### Rainier III

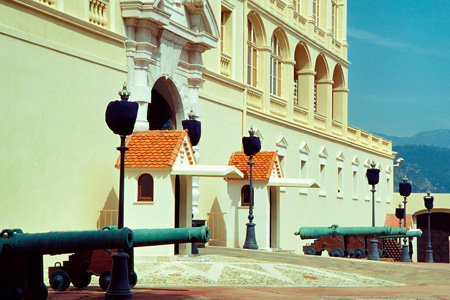
Soldados e canhões guardam a entrada do palácio restaurado.

O príncipe Rainier III foi responsável não só por transformar Mônaco num país de fama e fortuna, mas também por supervisionar a restauração do palácio. Após a sua ascensão, em 1949, começou imediatamente um programa de renovação e restauro. Muitos dos afrescos sobre o pátio externo foram restaurados, enquanto que a ala sul, destruída após a revolução francesa, foi reconstruída. Esta é a parte do palácio onde a família do monarca tem os seus apartamentos privados. A ala também alberga o Museu Napoleão e os arquivos do palácio.
Os afrescos que enfeitam a arcada aberta, conhecida como a Galeria de Hércules, que descrevem heróis mitológicos e lendários, foram alterados por Rainier III, que encomendou esse trabalho a Pier Francesco Mazzucchelli. Os quartos também foram remodelados e redecorados. Muitos dos pisos em mármore dos salões que recebem ocasiões de Estado foram restaurados e decorados com desenhos de marchetaria que incluem um duplo R fazendo alusão ao príncipe Rainier III.
Juntamente com a sua esposa, a falecida Grace Kelly, o príncipe Rainier não só restaurou o palácio como também estabeleceu um grande e próspero negócio, desde a década de 1970, que incentivou a indústria ligeira de Mônaco com o objetivo de diminuir a dependência de Mônaco em relação ao rendimento do jogo. Esta medida passou pela recuperação de terras, desenvolvimento de novas praias, alojamentos de luxo e de alto crescimento. Como resultado do aumento do prestígio de Mônaco, o país entrou na Organização das Nações Unidas, em 1993, com o herdeiro de Rainier, o Príncipe Alberto, como chefe da delegação monegasca.
Ao falecer num acidente de carro, em 1982, a princesa Grace deixou o seu marido viúvo. Quando Rainier III morreu, em 2005, deixou o seu palácio, bem como o seu país, mais forte e estável, tanto financeira como estruturalmente, mais do que havia sido durante séculos.

## O palácio no século XXI

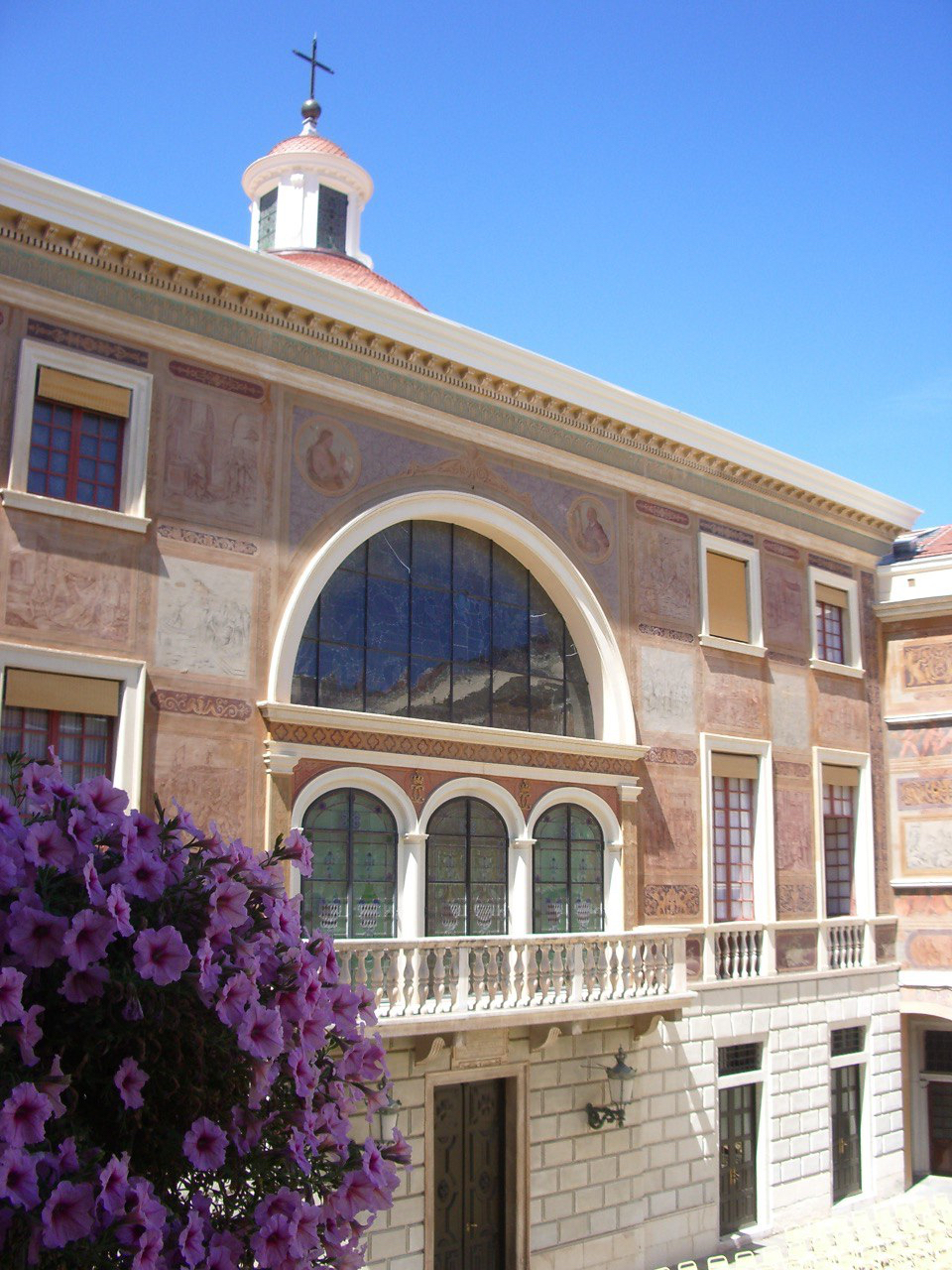
A capela do palácio

Hoje, o palácio é a casa do filho e sucessor do Príncipe Rainier III, o Príncipe Alberto II. Os salões de Estado são abertos ao público durante o verão e, desde 1960, o pátio do palácio tem sido palco de concertos ao ar livre, com atuações da Orquestra Filarmónica de Monte Carlo (anteriormente conhecida como Orquestra Nacional da Ópera).
No entanto, o palácio é muito mais do que uma atração turística e museu: continua a ser a sede estatal de Mônaco, onde o governo monegasco trabalha, um fato realçado pelos guardas presentes na entrada do palácio. Os príncipes soberanos, embora vinculados pela Constituição, estão envolvidos no dia-a-dia do Mónaco. Hoje, e desde 1980, Mônaco abrange uma área de 197 hectares, dos quais 99 são parte marítima.
Para eventos importantes da família Grimaldi, como casamentos e nascimentos, o palácio é aberto e os cidadãos de Mônaco reúnem-se no pátio, onde o príncipe se lhes dirige a partir da Galeria de Hércules, com vista para o pátio. O pátio também é utilizado para hospedar as festas anuais de Natal para as crianças. Através desses eventos, o palácio continua a desempenhar um papel central na vida do príncipe e dos seus súditos, como tem feito desde há mais de 700 anos.